# Stuart Kaminsky
Stuart Melvin Kaminsky (* 29. September 1934 in Chicago, Illinois; † 9. Oktober 2009 in St. Louis, Missouri) war ein amerikanischer Schriftsteller, der vor allem für seine Kriminalromane bekannt ist.

## Lebenslauf
Kaminsky studierte Journalistik und Anglistik an der Universität Illinois und Rhetorik an der Northwestern University, wo er 1972 in Kommunikation promovierte. Ihm wurde eine Professur übertragen und er  unterrichtete dort von 1973 bis 1989 Filmproduktion und Filmgeschichte, bevor er nach Sarasota an die Florida State University wechselte und die Leitung des Konservatoriums für Film- und Fernsehproduktion bis 1994 übernahm.
In den 70er Jahren begann er mit dem Schreiben von Kriminalromanen, und sein erster Protagonist war der Detektiv Toby Peters. Dieser bekam seine fiktiven Aufträge von existierenden Berühmtheiten, die zumeist aus dem Filmgeschäft stammten, wie Errol Flynn, Gary Cooper oder Charlie Chaplin, aber auch anderen wie Albert Einstein oder Salvador Dalí.
Anfang der 80er Jahre begann Kaminsky sich für seine osteuropäischen Wurzeln zu interessieren. Daraus ergab sich die Inspiration für die Serie um den russischen Inspektor Porifirij Petrovich Rostnikov, die in Moskau spielt. Für die ersten Romane der Rostnikov-Serie war erhebliche Recherchearbeit notwendig, da Kaminsky erst Ende der 80er zum ersten Mal Moskau besuchte. Der vierte Rostnikov-Roman A Cold Red Sunrise (dt. Kalte Sonne), der 1987 erschien, wurde Kaminskys erfolgreichstes Buch. Eine dritte wiederkehrende Figur mit autobiografischen Zügen ist Abe Liebermann, ein jüdischer Polizist aus Chicago, wo Kaminsky lange Zeit gelebt hatte.
Mit sechzig Jahren beendete Stuart Kaminsky seine Lehrtätigkeit und verstärkte seither seine schriftstellerischen Aktivitäten. Über 60 Krimis und 35 Kurzgeschichten hat er von 1977 bis zu seinem Tode veröffentlicht. Dazu kommen mehrere Biografien aus der Filmwelt (Gary Cooper, Clint Eastwood, John Huston und Don Siegel) sowie Sachbücher ebenfalls zum Thema Film. Er schrieb auch Film- und Fernsehdrehbücher, so war er Dialog-Autor von Es war einmal in Amerika (1984) und schrieb eine Folge einer Nero-Wolfe-Serie (2002), einer seiner Lieblingsdetektive. Zum literarischen Ableger der Krimiserie Detektiv Rockford – Anruf genügt trug er zwei Romane bei und zu CSI: New York verfasste er ab 2005 drei weitere Bücher.
2006 wurde Kaminsky Vorsitzender der US-amerikanischen Krimiautorenvereinigung Mystery Writers of America (MWA), die ihn sechsmal für den Edgar Award nominierte (für drei Romane, zwei Kurzgeschichten und ein Sachbuch). Gut die Hälfte der Kriminalromane von Stuart Kaminsky wurde ins Deutsche übersetzt. Von 1984 bis 1999 wurden insbesondere seine Serien um Toby Peters und Inspector Rostnikov fast vollständig in Deutschland veröffentlicht.

## Auszeichnungen
- 1989 Edgar Allan Poe Award – Kategorie Bester Roman für A Cold Red Sunrise (dt. Kalte Sonne. Goldmann, München 1990)
- 1990 Prix du Roman d’Aventures für Le flic qui venait du froid (Original: A Cold Red Sunrise)
- 2006 Grand Master Award, die höchste Auszeichnung der Mystery Writers of America (MWA) für besondere Leistungen im Krimi-Genre und gleichbleibend hohe Qualität seiner Werke
- 2007 Shamus Award – THE EYE – Lifetime Achievement Award der Private Eye Writers of America (PWA) in Anerkennung seines literarischen Lebenswerkes

## Werke

### Toby Peters-Serie
- 1977 Bullet for a Star (dt. Mord im Studio. Heyne, München 1984)
- 1977 Murder on the Yellow Brick Road (dt. Hinter Hollywoods Kulissen. Heyne, München 1984)
- 1978 You Bet Your Life (dt. Nichts geht mehr. Heyne, München 1985)
- 1979 The Howard Hughes Affair (dt. Die Howard-Hughes-Affäre. Heyne, München 1985)
- 1980 Never Cross a Vampire (dt. Vorsicht vor dem Vampir. Heyne, München 1986)
- 1981 High Midnight (dt. 12 Uhr nachts. Heyne, München 1986)
- 1981 Catch a Falling Clown (dt. Die Tränen des Clowns. Heyne, München 1988)
- 1983 He Done Her Wrong (dt. Aus meinem Leben. Heyne, München 1986)
- 1984 The Fala Factor (dt. Der Fala-Faktor. Heyne, München 1987)
- 1985 Down for the Count (dt. Ausgezählt. Heyne, München 1989)
- 1986 The Man Who Shot Lewis Vance (dt. Wer erschoss Lewis Vance? Heyne, München 1987)
- 1986 Smart Moves (dt. Ein schlauer Kopf. Heyne, München 1989)
- 1987 Think Fast, Mr. Peters (dt. Der Doppelgänger. Heyne, München 1989)
- 1989 Buried Caesars (dt. Mein Freund Dash. Heyne, München 1990)
- 1990 Poor Butterfly (dt. Galavorstellung. Heyne, München 1991)
- 1991 The Melting Clock (dt. Rasputins Rache. Heyne, München 1992)
- 1993 The Devil Met a Lady
- 1995 Tomorrow is Another Day
- 1996 Dancing in the Dark
- 1997 A Fatal Glass of Beer
- 2001 A few Minutes Past Midnight
- 2002 To Catch a Spy
- 2003 Mildred Pierced
- 2004 Now You See It

### Inspector Rostnikov-Serie
- 1981 Rostnikov's Corpse aka Death of a Dissident (dt. Tod eines Dissidenten. Droemer Knaur, München 1986)
- 1984 Black Knight in Red Square (dt. Nacht auf dem Roten Platz. Goldmann, München 1989)
- 1985 Red Chameleon (dt. Rotes Chamäleon. Goldmann, München 1989)
- 1987 A Cold, Red Sunrise (dt. Kalte Sonne. Goldmann, München 1990)
- 1987 A Fine Red Rain (dt. Roter Regen. Goldmann, München 1989)
- 1990 The Man Who Walked Like a Bear (dt. Der Mann, der wie ein Bär ging. Goldmann, München 1991)
- 1991 Rostnikov's Vacation (dt. Zwangsurlaub für Rostnikov. Goldmann, München 1992)
- 1992 Death of a Russian Priest (dt. Tod eines russischen Priesters. Goldmann, München 1993)
- 1995 Hard Currency (dt. Harte Währung. Goldmann, München 1996)
- 1996 Blood and Rubles (dt. Blutige Rubel. Goldmann, München 1997)
- 1997 Tarnished Icons (dt. Wie Wölfe im Winter. Goldmann, München 1998)
- 1998 The Dog Who Bit a Policeman
- 2000 Fall of a Cosmonaut
- 2001 Murder on the Trans-Siberian Express
- 2008 People Who Walk in Darkness
- 2010 A Whisper to the Living

### Abe Liebermann-Serie
- 1991 Lieberman's Folly (dt. Liebermans Wahnsinn. Ullstein, Berlin 1998)
- 1993 Lieberman's Choice (dt. Liebermans Entscheidung. Ullstein, Berlin 1999)
- 1994 Lieberman's Day
- 1995 Lieberman's Thief (dt. Liebermans Juwel. Ullstein, Berlin 1997)
- 1996 Lieberman's Law (dt. Liebermans Gesetz. Ullstein, Berlin 1997)
- 2000 The Big Silence
- 2002 Not Quite Kosher
- 2004 The Last Dark Place
- 2006 Terror Town
- 2007 The Dead Don't Lie

### Lew Fonesca-Serie
- 1999 Vengeance (dt. Spur nach Süden. Ullstein, München 2001)
- 2001 Retribution
- 2003 Midnight Pass
- 2005 Denial
- 2006 Always Say Goodbye
- 2009 Bright Futures

### Rockford Files-Serie
- 1996 The Green Bottle
- 1998 Devil on My Doorstep

### Andere
- 1983 When the Dark Man Calls (dt. Die Stimme des Mörders. Heyne, München 1987)
- 1985 Exercise in Terror
- 2010 Double Shot (angekündigt für 6. Juli 2010)

### Anthologien
- 1991 Opening Shots
- 1999 Hidden: And Other Stories
- 1999 Mystery in the Sunshine State: Florida Short Stories by Florida’s Mystery Writers
- 2000 The Man Who Beat the System: And Other Stories (Hörbuch)

## Filmografie
Drehbuch
- 1987: Terror Night – Hochhaus in Angst (Enemy Territory)
- 1993: Hidden Fears – Die Angst im Nacken (Hidden Fears) – nach seinem Roman Exercise in Terror

Literarische Vorlage
- 1988: Frequenz Mord (Fréquence meurtre) – nach seinem Roman When the Dark Man Calls